# Cafè Espanyol
El Café Español o Gran Café Español (en catalán Café Espanyol o Gran Café Espanyol) fue un gran café, abierto en 1895 y situado en la avenida del Paralelo de la ciudad de Barcelona (primero en el número 64 y después del 64 al 70). Fue regentado por Josep Carabén y Vendrell, conocido como señor Pepet, abuelo del economista Armand Carabén.
Al principio era un establecimiento de pequeñas dimensiones pero se fue ampliando y en 1907, después del incendio del Circo Modelo Español que afectó también los locales vecinos, el Café acabó absorbiendo el decadente Salón Olímpia. Pasó a ser así un amplio café, el más grande de España. Sus mesas, en la calle, ocupaban casi una travesía del populoso Paralelo. También tenía una cincuentena de billares.
Era el punto de encuentro, estancia y discusión de multitud de barceloneses que pasaban muchas horas en él. El ambiente que se respiraba era de tolerancia y de diversidad de ideas, todo el mundo  tenía cabida y su propietario, que afirmaba que su establecimiento era «territorio neutral», solo exigía respeto y buena presencia. Fue frecuentado por muchos personajes famosos, como por ejemplo el cineasta Fructuoso Gelabert, el anarcosindicalista Salvador Seguí (apodado el chico del azúcar), intelectuales como por ejemplo Juli Vallmitjana y Santiago Rusiñol, pintores como por ejemplo Pablo Picasso, Isidre Nonell y Ramón Casas, y todos los actores y las actrices que actuaban en el Paralelo. Las horas del café las animaron reconocidos pianistas de aquella época, como por ejemplo Tomàs Buixens o César Ibarbia, pero parece que la formación más espectacular que actuó fue un conjunto de siete músicos llamado Septimí Armónico, con maestros de la banda municipal de música de Barcelona.
En 1922 fue traspasado a la sociedad Cafés de Cataluña, con el empresario Miquel Regàs al frente, que continuó con la esencia del local y la música en vivo. Este continuó hasta 1940, momento en que desapareció junto con todos los edificios de la manzana. Actualmente existe el Nuevo Café Español, mucho más reducido y que no conserva la esencia de su antecesor.